# Andrea Bonetti
Andrea Bonetti (Turín, Italia, 8 de agosto de 2003) es un futbolista italiano que juega de delantero en la Juventus Next Gen de la Serie C.

## Estadísticas

### Clubes
Actualizado al último partido disputado el 25 de febrero de 2024.
| Club                        | Div.          | Temporada     | Liga  | Liga  | Copas nacionales | Copas nacionales | Copas internacionales | Copas internacionales | Total | Total |
| Club                        | Div.          | Temporada     | Part. | Goles | Part.            | Goles            | Part.                 | Goles                 | Part. | Goles |
| --------------------------- | ------------- | ------------- | ----- | ----- | ---------------- | ---------------- | --------------------- | --------------------- | ----- | ----- |
| Juventus Next Gen · Italia  | 3.ª           | 2022-23       | 9     | 0     | 0                | 0                | —                     | —                     | 9     | 0     |
| Taranto F. C. 1927 · Italia | 3.ª           | 2023-24       | 2     | 0     | —                | —                | —                     | —                     | 2     | 0     |
| Taranto F. C. 1927 · Italia | Total club    | Total club    | 2     | 0     | 0                | 0                | 0                     | 0                     | 2     | 0     |
| Juventus Next Gen · Italia  | 3.ª           | 2023-24       | 2     | 0     | 0                | 0                | —                     | —                     | 2     | 0     |
| Juventus Next Gen · Italia  | Total club    | Total club    | 11    | 0     | 0                | 0                | 0                     | 0                     | 11    | 0     |
| Total carrera               | Total carrera | Total carrera | 13    | 0     | 0                | 0                | 0                     | 0                     | 13    | 0     |